# Carmel Travers
Carmel Travers is een Australisch filmregisseur, -producent, scenarioschrijver en journalist.
Haar mediacarrière begon in 1973 toen ze als juniorjournalist begon bij de Australian Broadcasting Corporation in Adelaide. Ze werkte over de hele wereld en maakte reportages over onder meer burgeroorlogen en -onrust, wetenschap, techniek, internationale politiek en milieu.
Het meest bekend werd zij in Australië als initiatiefnemer en presentator van de televisieserie Beyond 2000. Ze geeft leiding aan de grootste onafhankelijke animatie- en multimediastudio van Australië, Energee Entertainment.
Carmel voert voor verschillende zaken campagne, waaronder voor verzoening met Aboriginals.
In 1989 regisseerde en produceerde zij samen met Stephen McMillan Red Flag over Tibet. Zij schreef het scenario. De film documenteert met name de geschiedenis van Tibet rond de Chinese inval tussen 1950 en 51, waarbij Orville Schell zowel China als Tibet doorkruist en de meningen van Chinezen over Tibet onderzoekt en de gevolgen van de Chinese overheersing voor de Tibetaanse cultuur. De film is een klassieker die anno 2008 nog geregeld vertoond wordt.

## Filmografie
Als producent en vijf maal als regisseur en scriptschrijver:
- Beyond 2000 (1985)
- Crocadoo II, televisieserie (1998)
- Red Flag over Tibet (1989)
- Gloria's House, televisieserie (2000)
- The Magic Pudding (2000)
- Wicked!, televisieserie (2001)
- Refugee Like Me (2002)
- Truth, Lies and Intelligence (2005)
- Not All Tea and Scones, 4 episodes (2007)